# Maho Girls PreCure!
Maho Girls PreCure! (яп. 魔法つかいプリキュア! Махоцукаи Пурикюа!) — тринадцатый сезон многосерийной серии Pretty Cure, созданной студией Toei Animation. Основные темы сериала — магия и дружба; общие мотивы в образах героинь — ведьмы, волшебники и драгоценные камни. Сериал транслировался на телеканале ANN с 7 февраля 2016 по 29 января 2017 года, заменив Go! Princess Precure.

## Сюжет
Мирай Асахина — 13-ти летняя девочка, которая взволнована разными вещами. Вместе со своим плюшевым медведем Мофурун исследует таинственный объект, упавший с неба. Позже она встречает молодого мага по имени Рико Изаёи, которая ищет что-то, известное как Изумруд Камня Линкл. Когда темные слуги Докурокси приходят в поисках Изумруда Камня Линкл, Мирай и Рико объединяются с Мофуруном и превращаются в легендарных воинов-магов Прикюа, чтобы сражаться с ними. Таким образом, Мирай присоединяется к Рико, посещая школу магии, где они должны научиться использовать магию против Докурокси и её темных слуг.

## Персонажи
- Мирай Асахина (яп. 朝日奈 みらい Асахина Мираи) / Кюа Миракл (яп. キュアミラクル Кюа Миракуру) — 13-ти летняя ученица средней школы. Она милая и энергичная девушка, которая интересуется различными вещами, особенно волшебниками и ведьмами. До встречи с Рико у неё не было друзей, и ей приходилось проводить время со своим плюшевым медвежонком Мофурун. Превращается в Кюа Миракл, Прикюа чуда и счастья, а затем поступает в школу магии.
Сэйю: Риэ Такахаси
- Рико Изаёи (яп. 十六夜 リコ Изаёи Рико) / Кюа Маджикал (яп. キュアマジカル Кюа Маджикару)  — 13-ти летняя загадочная девушка из Волшебного мира, посещающая школу магии. Хотя она хороша в учёбе, она не очень хорошо справляется с использованием магии и ездой на метле. Когда её мир стал целью захвата тёмных слуг Докурокси, она начинает поиск Изумруда Камня Линкл, чтобы спасти свой мир. Превращается в Кюа Маджикал, Прикюа магии и звёзд.
Сэйю: Юи Хориэ
- Ха-тян (яп. はーちゃん Ха-тян) / Котоха Ханами (яп. 花海 ことは Ханами Котоха) / Кюа Фелис (яп. キュアフェリーチェ Кюа Ферите) — малышка-фея, живущая в Линкл Смартбуке. По мере развития сюжета она быстро растет и начинает говорить. Изначально она представляется как Ха-тян, но затем становится 13-летней Котохой Ханами, и начинает вместе с Мирай и Рико сражаться в бою. Превращается в Кюа Фелис, Прикюа счастья и цветов.
Сэйю: Саори Хаями
- Мофурун (яп. モフルン Мофурун) / Кюа Мофурун (яп. キュアモフルン Кюа Мофурун) — плюшевый мишка, подаренный Мирай в честь её первого дня рождения бабушкой. Мирай считает Мофурун своим дорогим другом, но также он может использоваться устройством для превращения Мирай и Рико в Прикюа. В фильме получает способность превращаться в Кюа Мофурун, Прикюа радуг, и сражаться с Кюа Миракл и Кюа Маджикал.
Сэйю: Аяка Сайто